# Kent Jude Bernard
Kent Jude Bernard (New Iberia, Louisiana, 18 de juny de 1984) és un actor de cinema i televisió i fotògraf estatunidenc.
Bernard, nascut com Kent Jude Bernard Jr és fill de Beth (pintora) i Kent Jude Sr. (guitarrista professional) Bernard va estudiar a Northwestern State University.

## Filmografia
- Factory Girl, en el paper d'Elmo Who (2006)
- Ruffian (telefilm), en el paper de Race Patron (2007)
- Day of the Dead, en el paper de zombie (2008)
- Ray of Sunshine, en el paper d'obrer de la construcció (2008)
- Reast II:Sloppy Seconds (vídeo) (2008)
- Pulse 2:Afterlife (vídeo) (2008)
- Skateland, en el paper d'estudiant de filosofia (2009)
- The Chameleon (2010)
- Cool Dog, en el paper de Charlie (2010)
- Dyland Dog: Dead of Night, en el paper de Slake (2010)
- Unanswered Prayers (telefilm), en el paper de Yanni (2010)
- Seconds Apart (2011)
- Drive Angry 3D (2011)
- My Alien Mother (curtmetratge) (2011)
- Flag of My Father (2011)
- Mighty Fine (2011)